# Badminton-Juniorenweltmeisterschaft der Gehörlosen
Badminton-Juniorenweltmeisterschaften der Gehörlosen werden seit 2015 im Intervall von vier Jahren ausgetragen.

## Austragungsorte
- 2015: Sofia, 15. bis 16. Juli 2015
- 2019: Taipeh, 13. bis 15. Juli 2019
- 2023: Pará de Minas, 10. bis 12. Juli 2023

## Die Sieger
| Jahr | Herreneinzel            | Dameneinzel          | Herrendoppel                                  | Damendoppel                                       | Mixed                              |
| ---- | ----------------------- | -------------------- | --------------------------------------------- | ------------------------------------------------- | ---------------------------------- |
| 2015 | Seo Myeong-soo          | Shen Yan-ru          | Andrey Popkov Dmitry Rumyantsev               | Karina Khakimova Elena Tiurina                    | Dmitry Rumyantsev Karina Khakimova |
| 2019 | Ilyas Rachman Ryandhani | Jerlin Jayaratchagan | Ilyas Rachman Ryandhani Dzakiyya Amalia Maruf | Muhammad Nur Saliim Madek Ilyas Rachman Ryandhani | Mai Kamata Ayaka Yakabe            |
| 2023 | Zeno Baldegger          | Sofiia Chernomorova  | Zeno Baldegger Marvin Mueller                 | Yume Katayama Mai Yakabe                          | Yuki Morimoto Mai Yakabe           |